# Raqqa (pokrajina)
Pokrajina Raqqa (ar. مُحافظة الرقة / ALA-LC: Muḥāfaẓat ar-Raqqah) je jedna od 14 sirijskih pokrajina. Nalazi se na sjeveru zemlje i pokriva površinu od 19.616 km². Pokrajina je na popisu 2010 imala 921.000 stanovnika. Glavni grad pokrajine je Raqqa.

## Okruzi
Pokrajina je podijeljena u 3 okruga i 10 nahija (u zagradama je broj nahija u okrugu):
- Okrug Tell Abyad (3)
  - Nahija Tell Abyad
  - Nahija Suluk
  - Nahija Ayn Issa
- Okrug Al-Thawrah (3)
  - Nahija Al-Thawrah
  - Nahija Al-Mansurah
  - Nahija Al-Jarniyah
- Okrug Raqqa (4)
  - Nahija Raqqa
  - Nahija Al-Sabkhah
  - Nahija Al-Karamah
  - Nahija Maadan

## Vanjske poveznice
|  | Zajednički poslužitelj ima još gradiva o temi Raqqa (pokrajina) |

- (engl.) The First Complete website for Raqqa news and services